# 巴勒斯坦鎮區 (伊利諾伊州伍德福德縣)
巴勒斯坦鎮區（英語：Palestine Township）是位於美國伊利諾伊州伍德福德縣的一個行政鎮區。

## 地方資料
根據2010年美國人口普查的數據，巴勒斯坦鎮區的面積為97.20平方千米，當中陸地面積為97.10平方千米，而水域面積為0.10平方千米。當地共有人口1044人，而人口密度為每平方千米10.74人。